# Labiduridae
Labiduridae är en familj av tvestjärtar. Labiduridae ingår i överfamiljen Pygidicranoidea, ordningen tvestjärtar, klassen egentliga insekter, fylumet leddjur och riket djur. Enligt Catalogue of Life omfattar familjen Labiduridae 2 arter. 
Kladogram enligt Catalogue of Life:
| Labiduridae | \| \| Labidura \| \| \| \| \| \| Nala \| \| \| \| |
|             | \| \| Labidura \| \| \| \| \| \| Nala \| \| \| \| |
|             | Carcinophoridae                                   |
|             |                                                   |
|             | Labidura                                          |
|             |                                                   |
|             | Nala                                              |
|             |                                                   |

|  | Labidura |
|  |          |
|  | Nala     |
|  |          |

## Bildgalleri

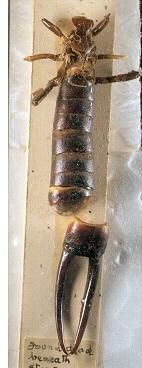
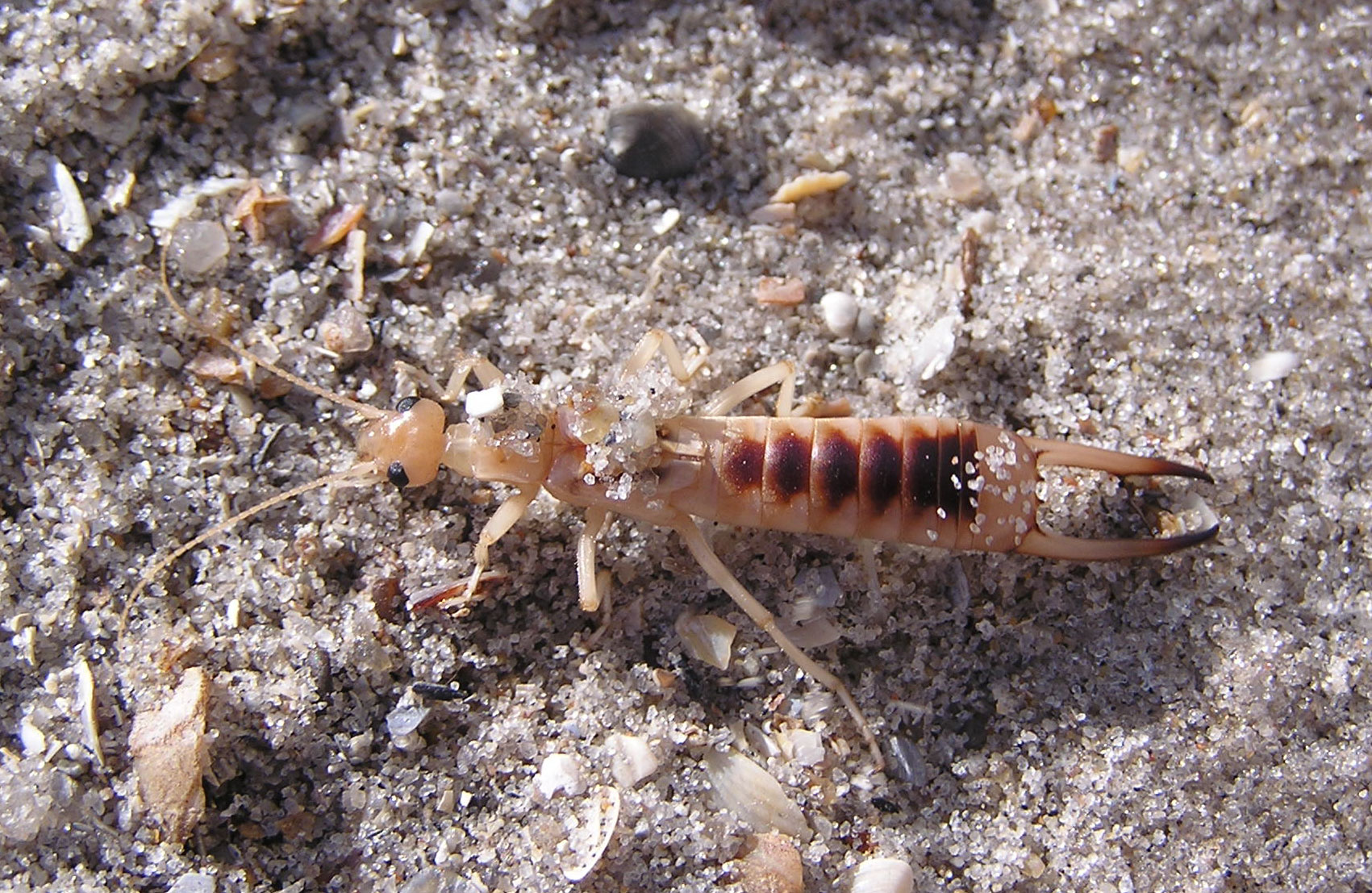
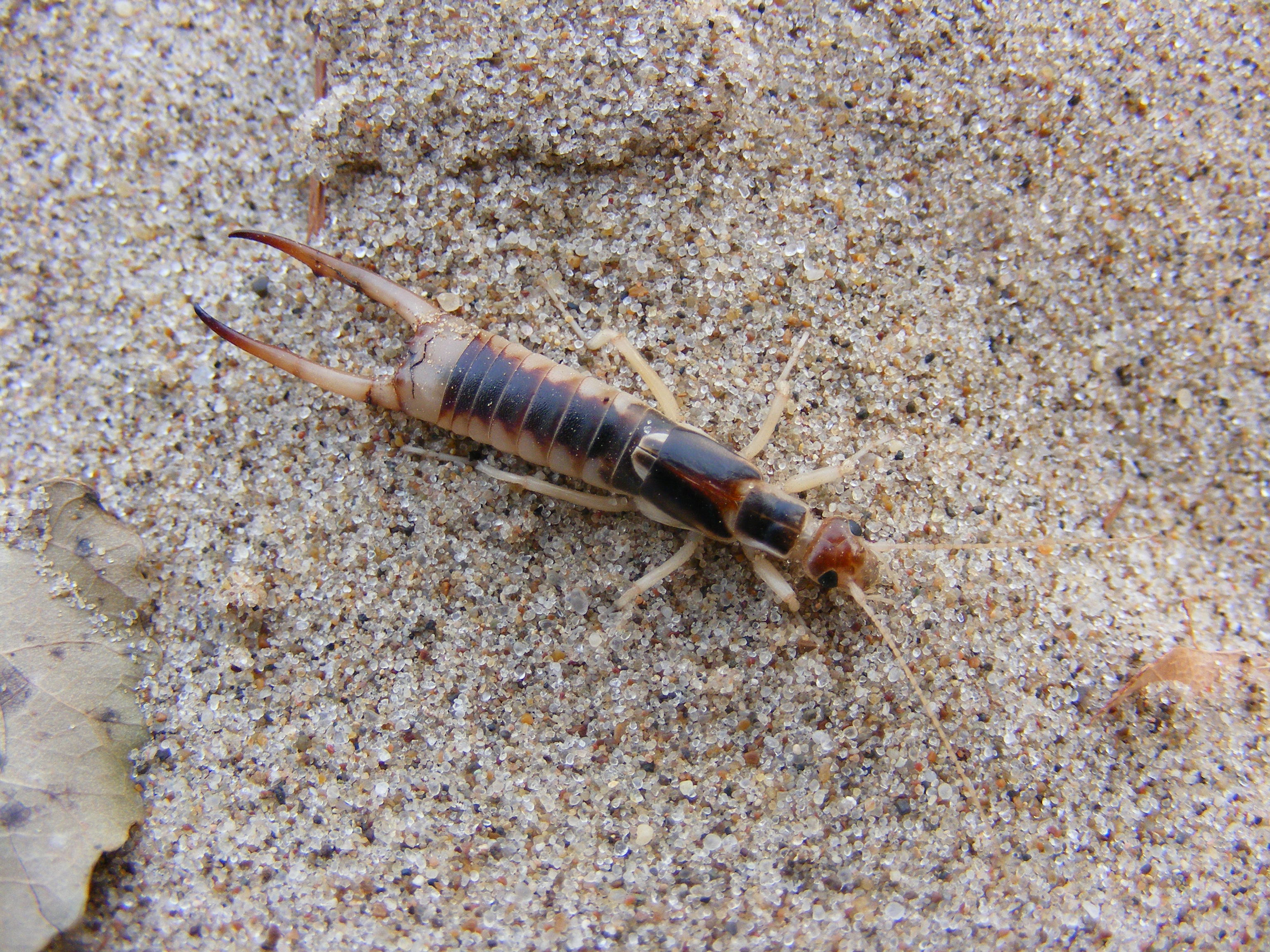
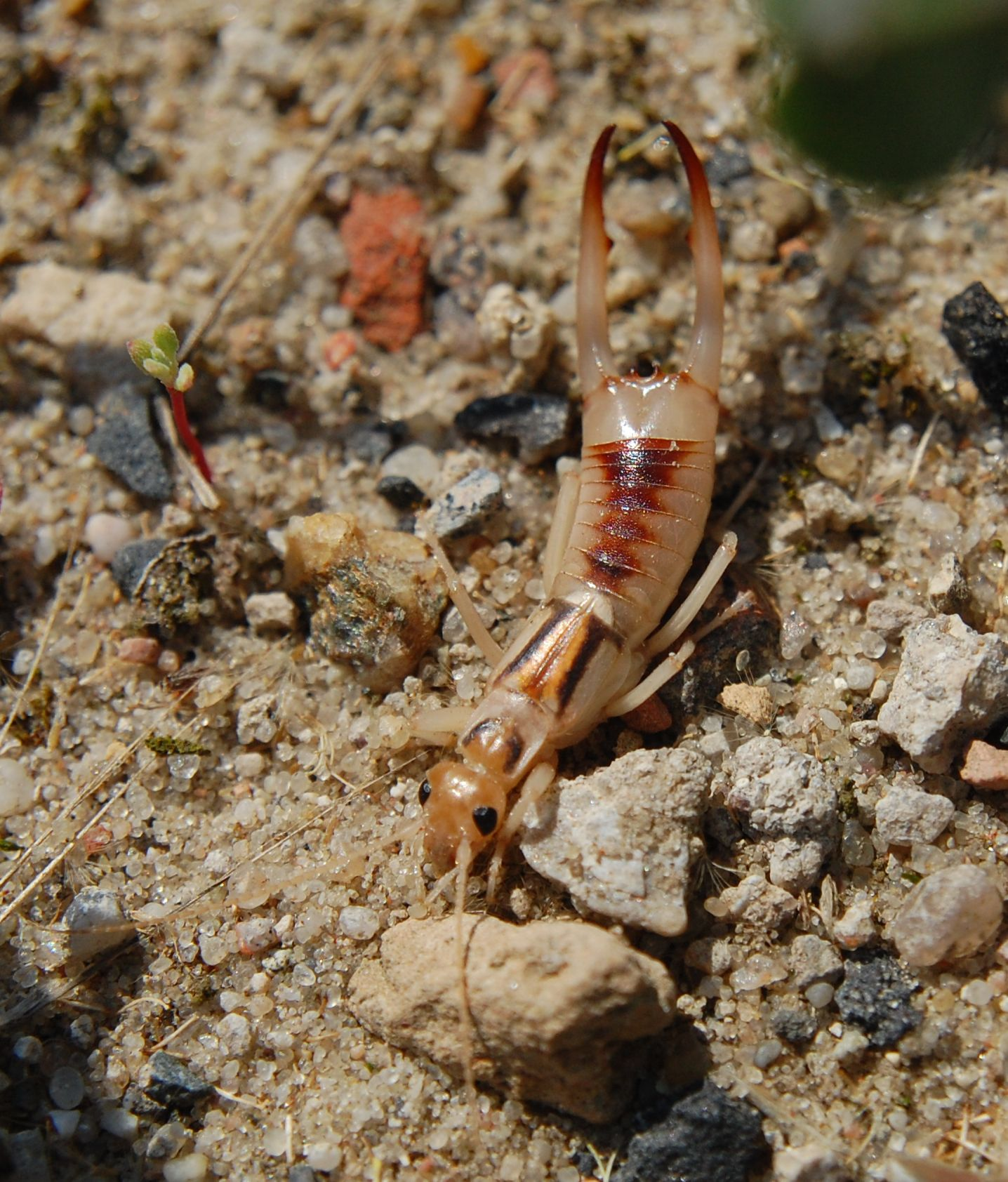
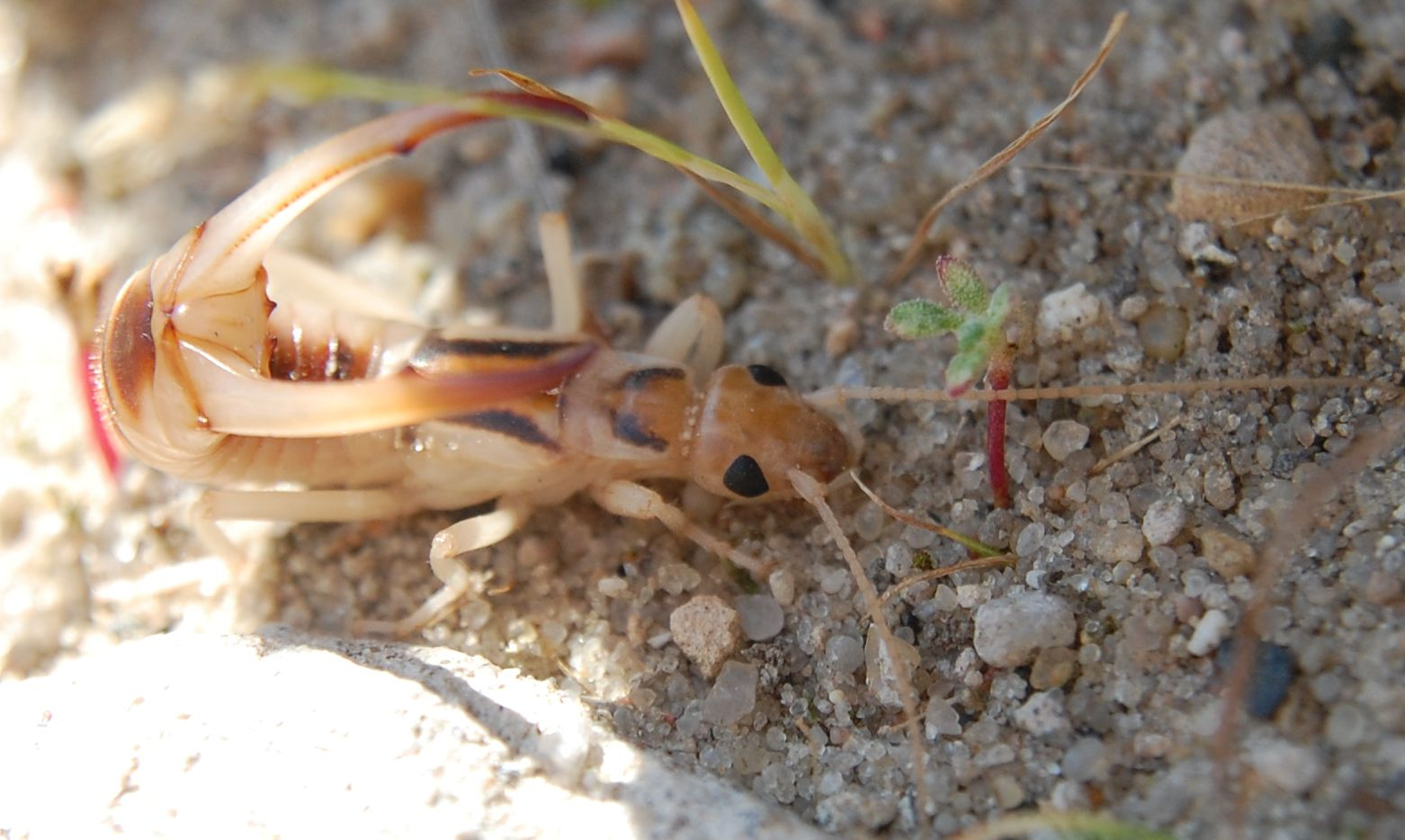
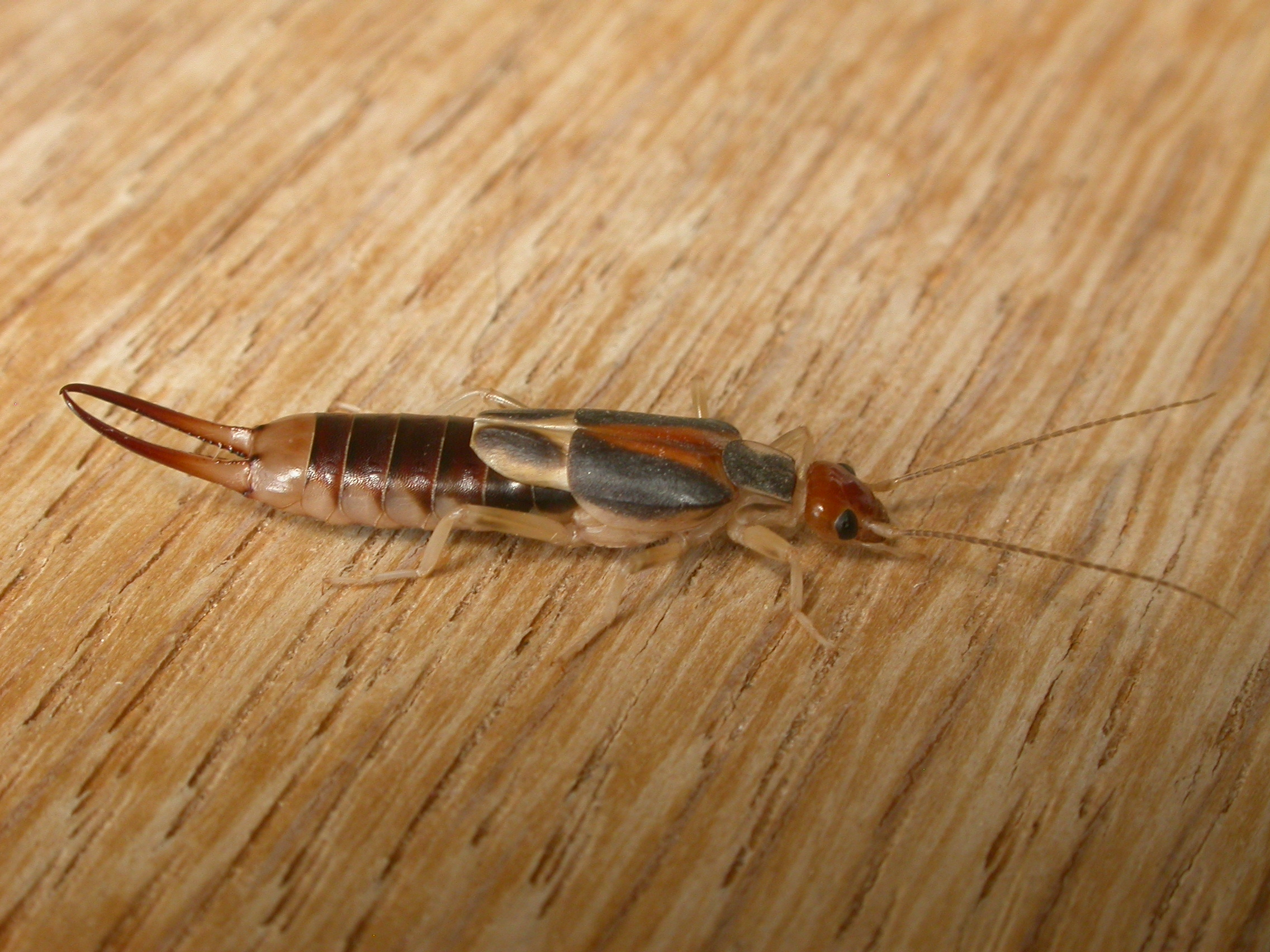